# 만리오 스코피뇨
만리오 스코피뇨(이탈리아어: Manlio Scopigno; 1925년 11월 20일, 프리울리-베네치아 줄리아 주 파울라로 ~ 1993년 9월 25일, 라치오 주 리에티)는 이탈리아의 전 축구 선수이자 감독이다. "철학자"(il Filosofo)라는 별칭으로도 알려진, 그는 1969-70 시즌에 칼리아리를 이끌고 처음이자 현재까지 마지막인 세리에 A를 우승한 것으로 회자된다.

## 선수 경력
우디네 도 파울라로 출신인 그는 유년 시절에 리에티로 이사했다. 그는 리에티 소속으로 세리에 C와 세리에 B 사이에서 우측 수비수로 활약했다.
그는 살레르니타나로 이적해 세리에 B 경기에 출전했다. 1948-49 시즌, 스코피뇨는 레체와의 경기에서 부상당한 알도 데 파촐리트의 공백을 메우기 위해 골키퍼로 출전했다. 그는 대회에서 단 4골만을 허용했다.
1951년, 그는 나폴리로 이적했다. 코모와의 경기에서 세리에 A 1호골을 넣은 후, 스코피뇨는 1951년에 무릎 부상으로 쓰러졌다. 앞서 나폴리와 카탄차로에서 몇 경기 출전하는 데 그쳤다.

## 감독 경력
리에티, 토디 칼초 그리고 오르토나 감독의 임기를 역임한 후, 스코피뇨는 1959년에 비첸차의 수석 코치로 임명되었다. 그는 1961년에 정식 감독으로 취임해 1965년까지 머물렀다.
스코피뇨는 볼로냐 소속으로 세리에 A에서 잠깐 몸담다가 1966년에 승격 새내기 칼리아리에 입단했다. 1967년, 칼리아리는 전미 축구 협회에 시카고 머스탱의 명칭으로 참가했다. 스코피뇨의 시카고 머스탱은 대회를 3위로 마감했다. 그는 1969-70 시즌에 칼리아리 사상 첫 세리에 A 우승을 자축했다. 스코피뇨는 1972년에 구단을 떠났다.
스코피뇨는 1973년에 로마를, 1974년부터 1976년까지는 비첸차의 감독으로서 말년을 보내기도 했다.

## 수상

### 감독
칼리아리
- 세리에 A: 1969–70[3]